# 존 코넬

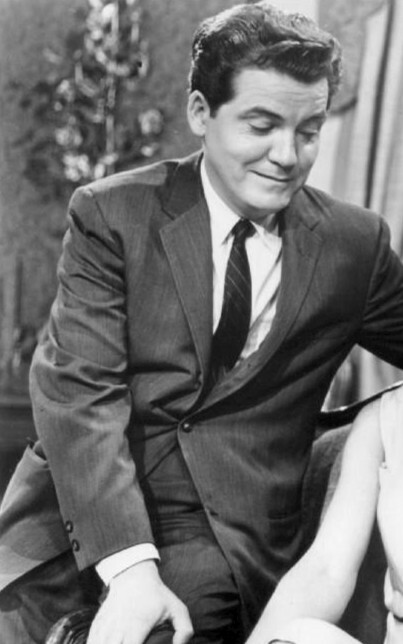

존 코넬(John Connell, 1923년 10월 28일 ~ 2015년 9월 10일)은 미국의 연극 배우, 영화배우, 텔레비전 배우, 성우, 음악가이다.
필라델피아에서 태어났으며 우들랜드힐스에서 사망하였다. 사인은 질병이다.

## 영화
- 패밀리 비지니스 (1989년)
- 핵전략 사령부 (1964년)
- 스튜디오 원 (1948년)